# Reijn & Goed
Reijn & Goed is een cabaretduo dat wordt gevormd door Renate Reijnders en Kim Goedegebure.
In 2000 wonnen zij het Leids Cabaret Festival. Zij hebben opgetreden met vier programma's: Glad IJs, Alarmfase 2 en Hard Slikken (2005/06) en De Jongens van Reijn en Goed (2008).